# Steinweg 45 (Quedlinburg)

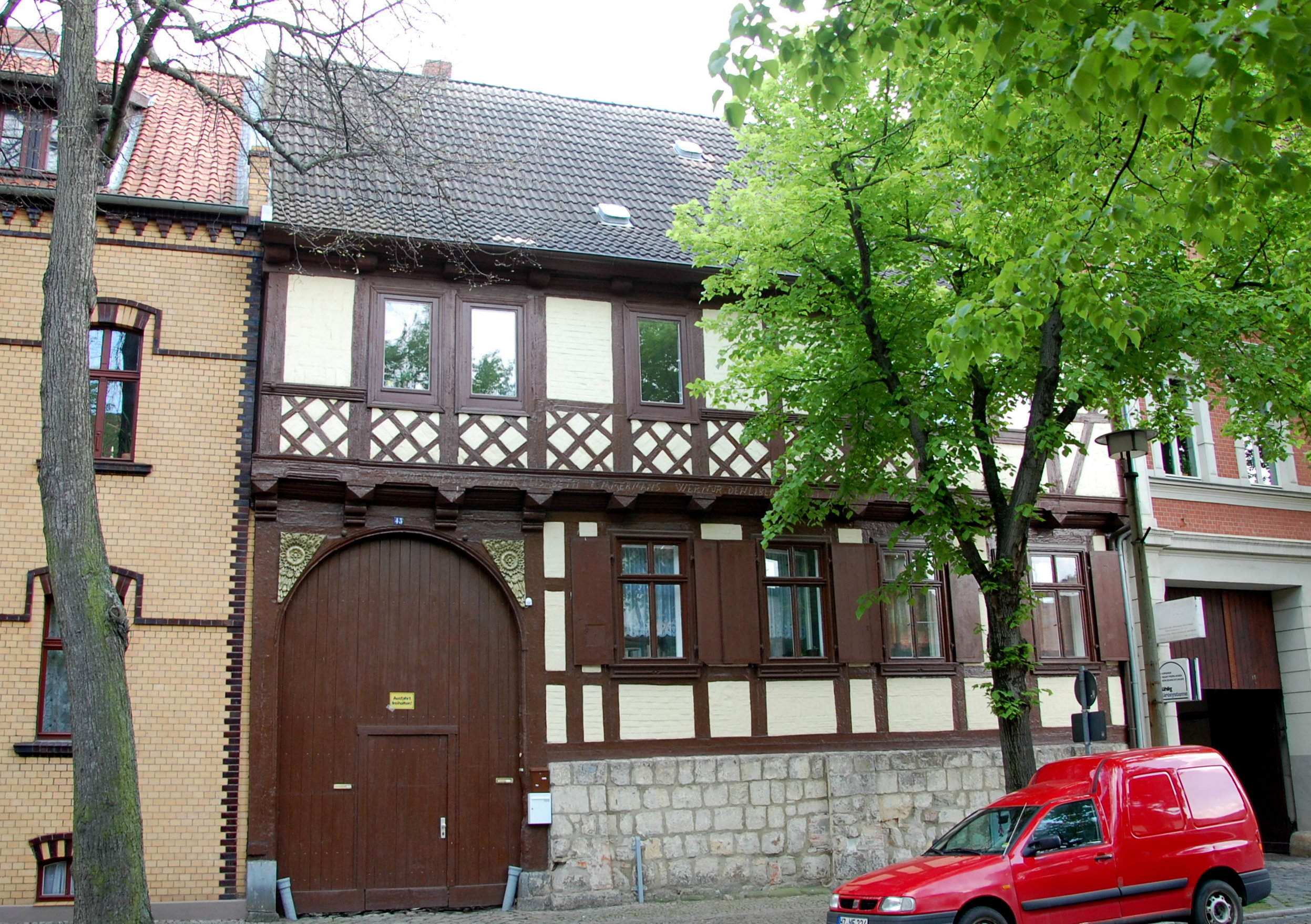
Haus Steinweg 45

Das Haus Steinweg 45 ist ein denkmalgeschütztes Gebäude in der Stadt Quedlinburg in Sachsen-Anhalt.

## Lage
Es befindet sich in der historischen Quedlinburger Neustadt auf der Südseite des Steinwegs und gehört zum UNESCO-Weltkulturerbe. Im Quedlinburger Denkmalverzeichnis ist es als Ackerbürgerhaus eingetragen. Westlich grenzt das gleichfalls denkmalgeschützte Haus Steinweg 46 an.

## Architektur und Geschichte
Das zweigeschossige Fachwerkhaus wurde im Jahr 1696 vom Quedlinburger Zimmermeister Martin Lange errichtet. Auf ihn verweist die Inschrift M.MARTEN LAN.. Das Erdgeschoss des Gebäudes ruht auf einem in massiver Bauweise errichteten Sockel. Die Fassade des oberen Stockwerks ist mit Rautenkreuzen verziert. An der in der Osthälfte befindlichen Toreinfahrt befinden sich geschnitzte Zwickelreliefs.
Das Haus wurde im 19. Jahrhundert als Posthalterei genutzt.